# Airbus A220
Airbus A220, znany wcześniej pod nazwą Bombardier CSeries (lub seria C) – rodzina dwusilnikowych wąskokadłubowych samolotów pasażerskich średniego zasięgu sprzedawanych przez koncern Airbus, ale zaprojektowanych i pierwotnie zbudowanych przez kanadyjskiego producenta Bombardier Aerospace.  
Airbus A220-100, mieszczący od 108 do 133 miejsc (poprzednio CS100) odbył dziewiczy lot 16 września 2013 roku, a 18 stycznia 2015 roku otrzymał wstępny certyfikat od Ministerstwa Transportu Kanady (Transport Canada). 15 lipca 2016 roku wszedł do służby w Swiss Global Air Lines. Model A220-300, mieszczący od 130 do 160 miejsc (poprzednio CS300) po raz pierwszy odbył lot 27 lutego 2015 roku. Otrzymał on wstępną certyfikację 11 lipca 2016 roku, zaś 14 grudnia 2016 roku wszedł do służby w airBaltic. 
Airbus nabył 50,01% udziałów w programie CSeries w październiku 2017 roku. Transakcja została zamknięta w lipcu 2018 roku. W jej ramach Bombardier zachował 31% udziałów w samolocie, zaś Investissement Québec – 19%. Airbus planuje otworzyć drugą linię montażową dla samolotów w fabryce w Mobile. 

## Projekt
Samolot Airbus A220 zbudowany jest z dużej ilości materiałów kompozytowych i ma większe okna. Jego kabina wyposażona jest w duże, obrotowe schowki na bagaż podręczny. Airbus twierdzi, że w porównaniu z kabinami obecnych samolotów wąskokadłubowych A220 zapewnia szerszy korytarz i najwięcej miejsca w schowkach w stosunku do liczby pasażerów.   
Według producenta A220 ma o 15% niższy koszt eksploatacji samolotu przypadający na miejsce, 20% niższe zużycie paliwa i emisję dwutlenku węgla oraz 25-procentową redukcję kosztów utrzymania i czterokrotną redukcję emisji hałasu w porównaniu z pozostałymi samolotami pasażerskimi. Ponadto Airbus twierdzi, że silnik i skrzydła pozwolą zaoszczędzić do 20% paliwa w porównaniu z Airbusem A320neo i Boeingiem 737NG; A220-300 jest o 6 ton lżejszy od Airbusa A319neo i prawie 8 ton lżejszy od Boeinga 737 MAX 7.  

## Wersje

### A220-100
- Dawniej CS100.

### A220-300
- Dawniej CS300.

## Użytkownicy
Na stan z 4 lipca 2023 roku, ponad 250 samolotów pełni służbę w:
- Swiss International Air Lines
- airBaltic
- Korean Air
- Delta Airlines
- Air Tanzania
- Air Canada
- Air France
- JetBlue Airways
- Breeze Airways
- EgyptAir
- ITA Airways
- Air Austral
- Iraqi Airways
- Air Manas
- Air Senegal
- Bulgaria Air

Samoloty podobne do Airbusa A220 ze względu na rolę, pojemność, czas produkcji:
- Rodzina Airbusa A320neo
- Boeing 737 MAX
- Embraer 175
- Embraer 190
- Embraer 195

## Galeria

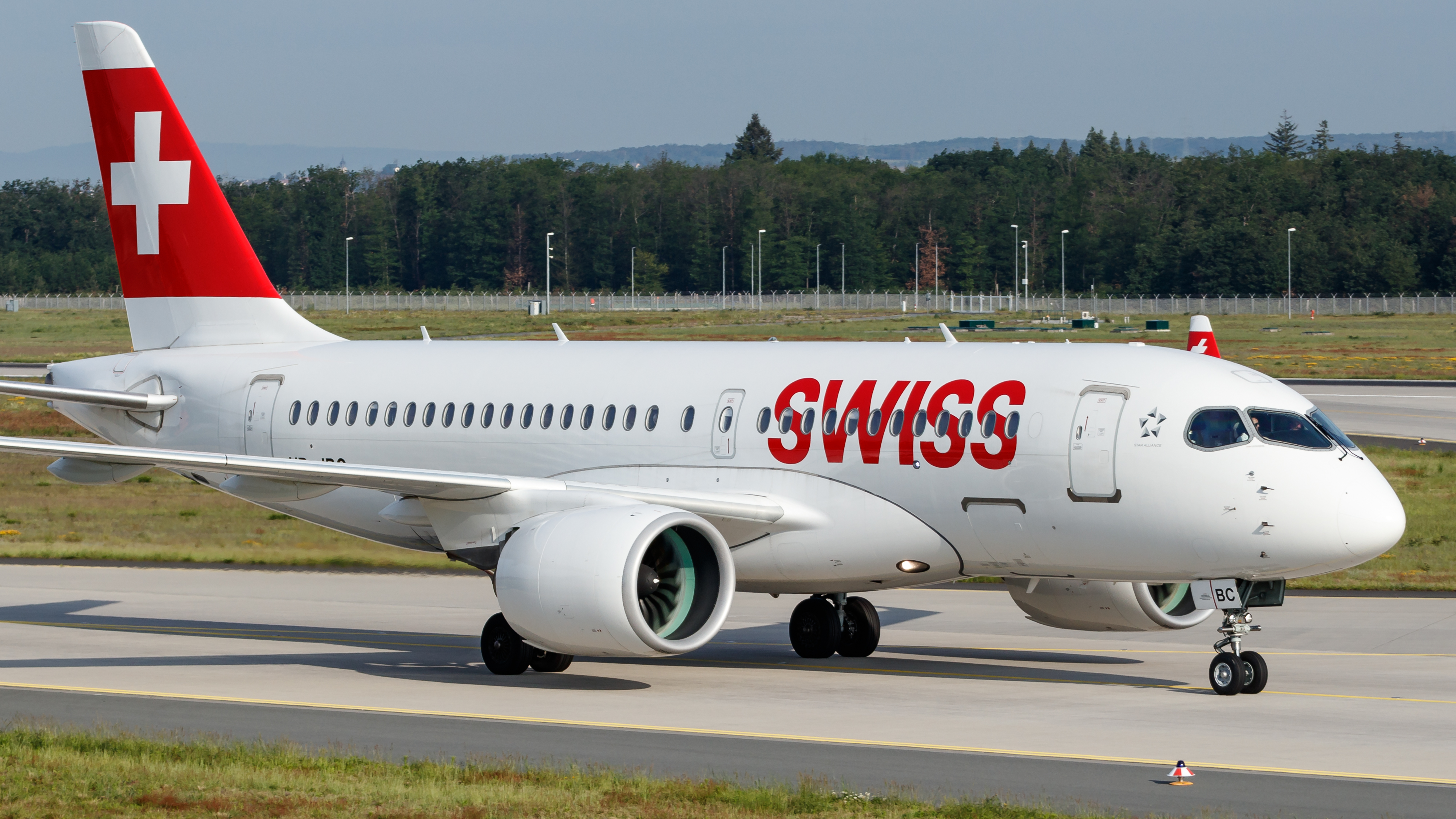
Airbus A220-100 linii Swiss International Air Lines na płycie Portu lotniczego Frankfurt
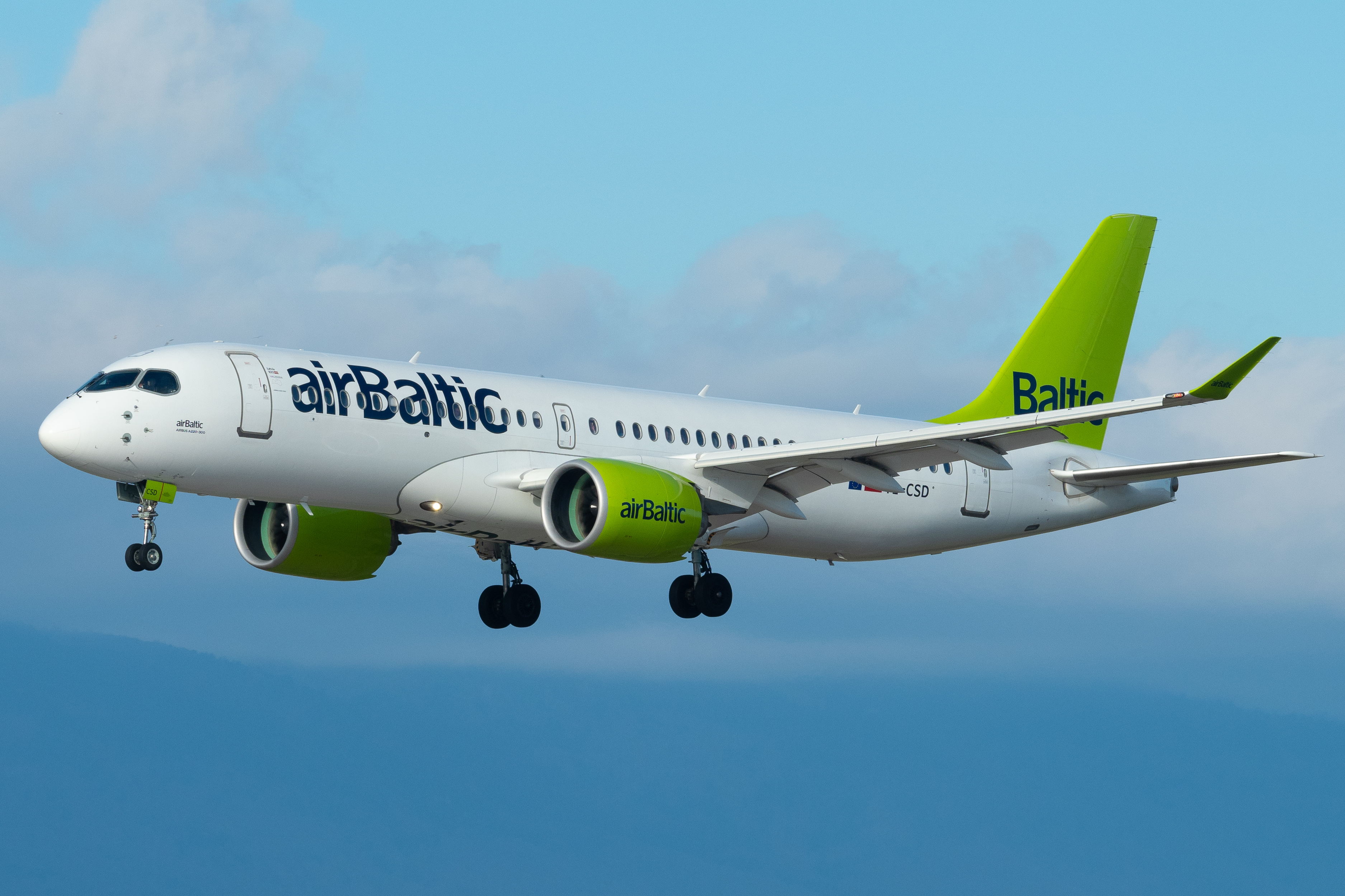
Airbus A220-300 w barwach linii Air Baltic
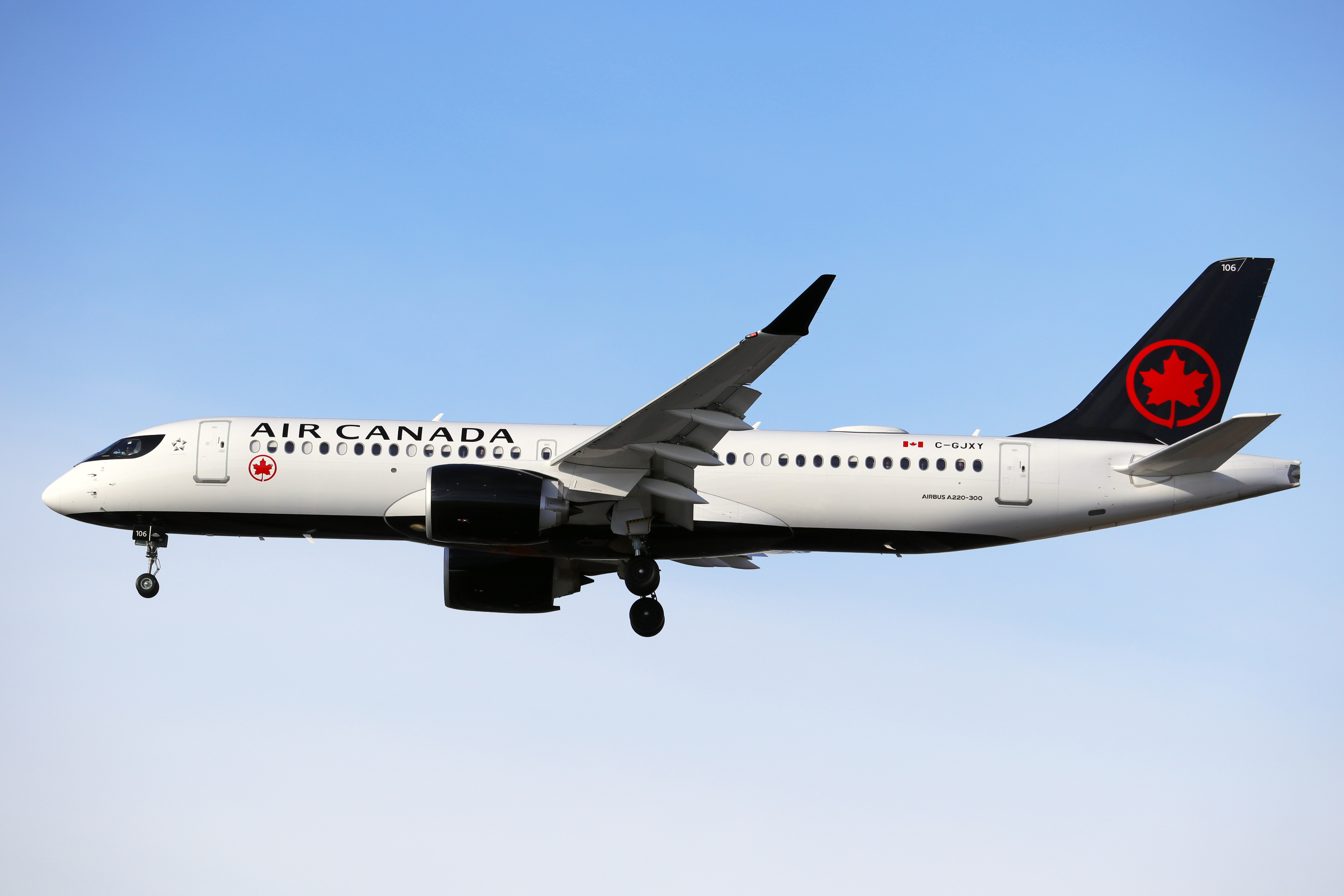
Airbus A220-300 w barwach linii Air Canada
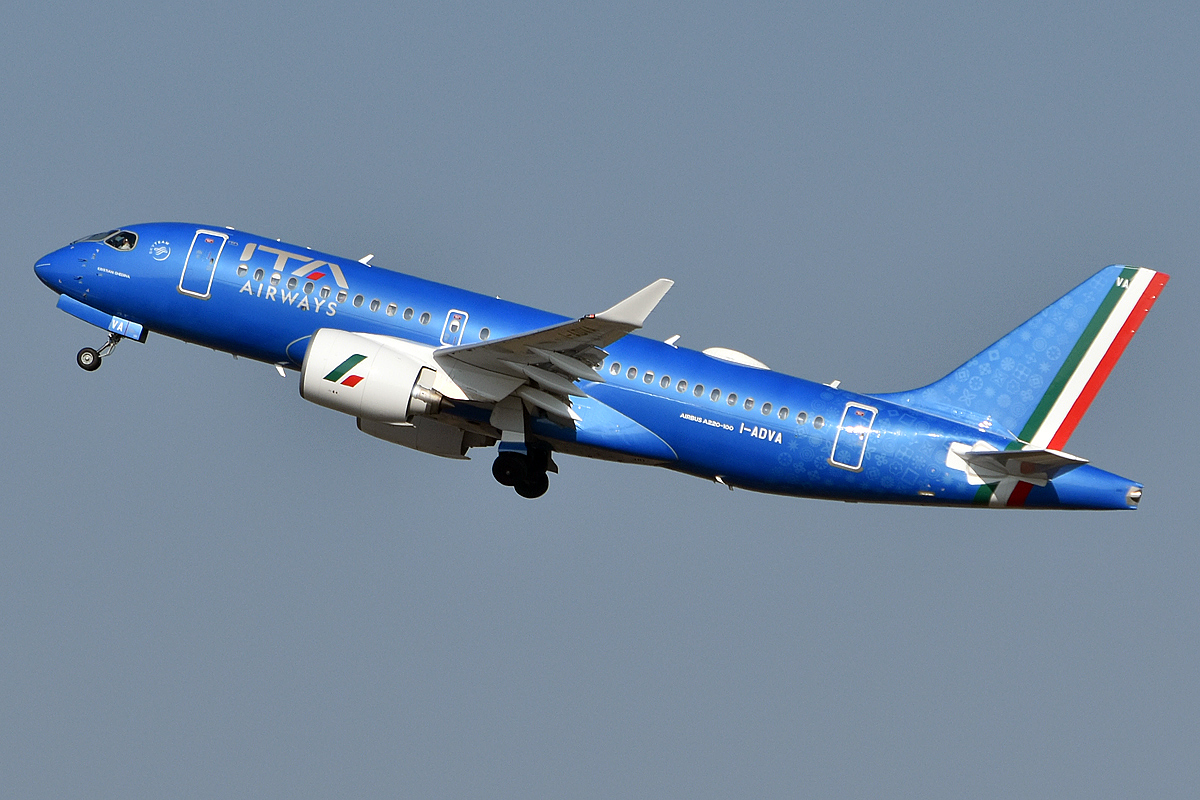
Airbus A220-100 w barwach linii ITA Airways
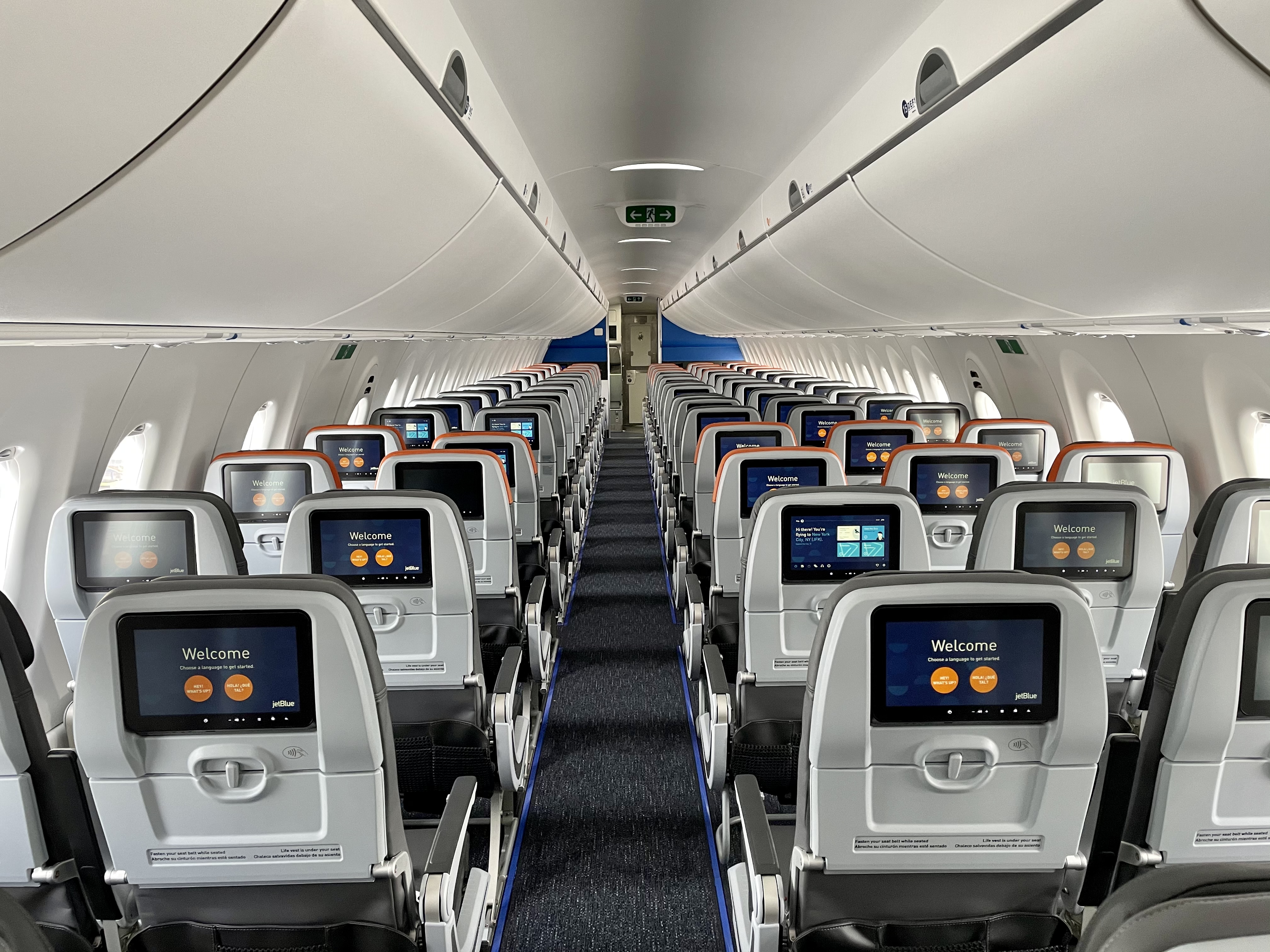
Wnętrze Airbusa A220-300 przewoźnika JetBlue Airways

## Airbus A220 w Polskich Liniach Lotniczych LOT
16 czerwca 2025 r. podczas targów Paris Air Show 2025 koncern Airbus podpisał duży kontrakt na dostawę samolotów Airbus A220 do Polskich Linii Lotniczych LOT. Umowa przewiduje dostawę 40 samolotów w ramach zamówienia podstawowego i dalszych 44 w ramach opcji. Dostawy zamówienia podstawowego rozpoczną się w 2027 roku.